# Gymnote (Q1)
Gymnote (Q1) byla experimentální ponorka francouzského námořnictva. Dokončena byla roku 1888. Ve službě byla do roku 1908. Její služba byla úspěšná. Provedla okolo 2000 ponorů. Dne 19. června 1907 se potopila v Toulonu. Po vyzvednutí byla vyřazena.

## Stavba

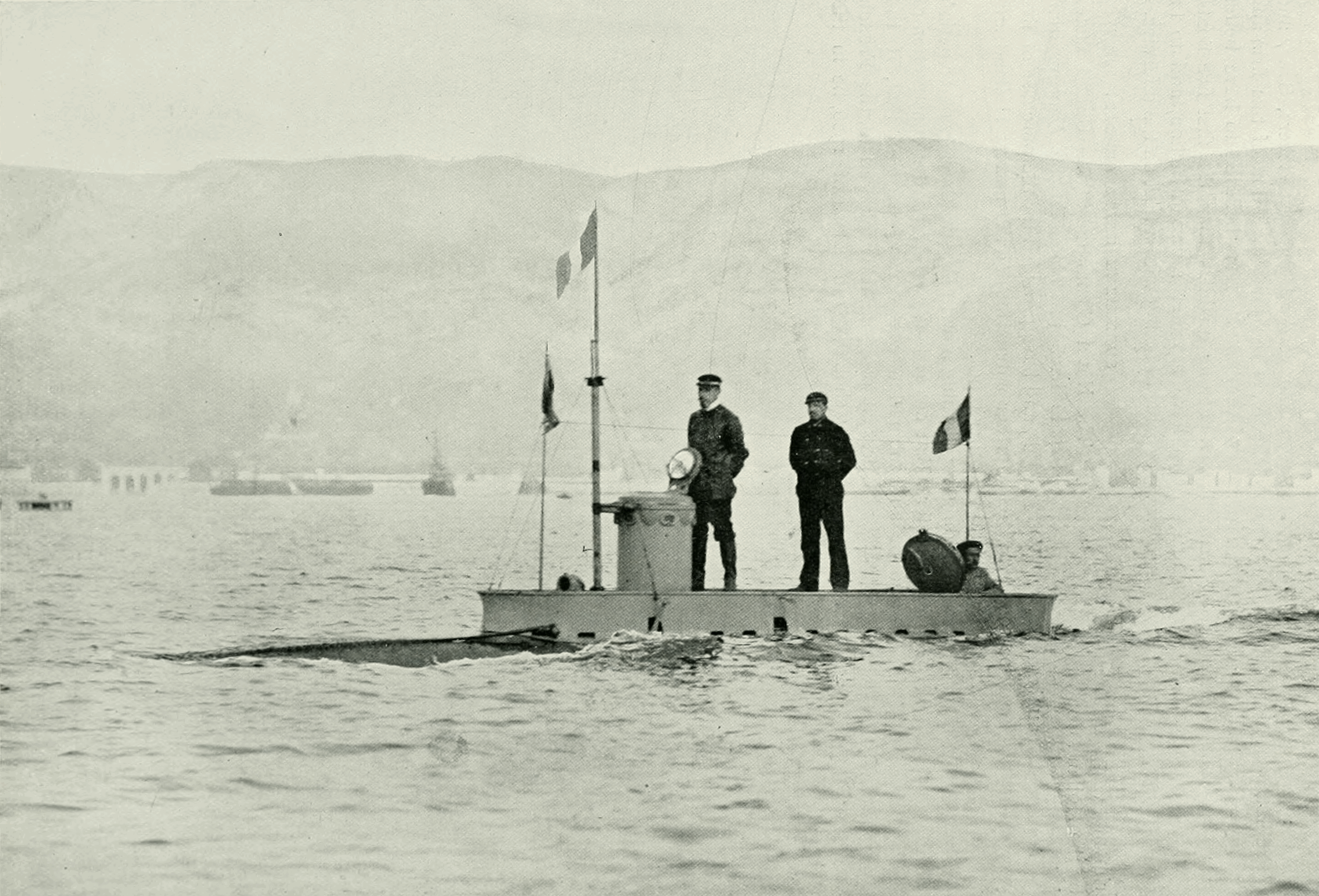
Gymnote (Q1)

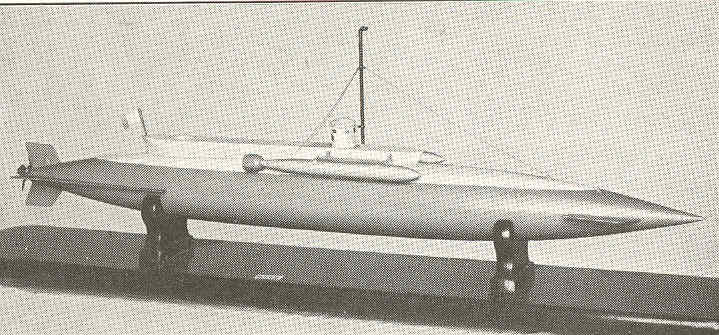
Model ponorky

Ponorku navrhli Gustave Zédé a Arthur Krebs. Objednána byla 22. listopadu 1886. Postavila ji loděnice Arsenal de Toulon v Toulonu. Stavba byla zahájena roku 1887. Na vodu byla ponorka spuštěna 24. září 1888. Dokončena byla v listopadu 1888.

## Konstrukce
Ponorka měla ocelový trup a jednoplášťovou koncepci. Na každé straně trupu byla tři hloubková kormidla. Nesla dvě 356mm torpéda. Pohonný systém tvořil elektromotor Krebs o výkonu 33 hp, pohánějící jeden lodní šrouby. Energii čerpal z baterií z 204 články, které nebylo možné během plavby nabíjet. Nejvyšší rychlost dosahovala 7,3 uzlu na hladině a 4,3 uzlu pod hladinou. Dosah byl 65 námořních mil při pěti uzlech na hladině a 25 námořních mil při 4,3 uzlech pod hladinou.

### Modernizace
Roku 1898 byla ponorka modernizována. Výtlak stoupl na 33,2 t a délka se zvětšila na 18,4 metru. Instalován byl motor Sautter-Harlé o výkonu 90 hp. Ponorka byla vybavena komínem a vyměněny byly i baterie.